# Warsztaty Szybowcowe Orlik
El Warsztaty Szybowcowe Orlik (en polaco, Talleres de Planeadores Aguileña), también conocido como Kocjan Orlik por su diseñador, es una familia de planeadores de ala de gaviota polacos que fue diseñada por Antoni Kocjan y fabricada por Warsztaty Szybowcowe (más tarde Szybowcowy Zakład Doświadczalny (SZD)).

## Diseño y desarrollo
Kocjan diseñó la familia de planeadores Orlik a finales de los años 30. El Orlik tenía una envergadura de 14,4 m. El Orlik 2 la tenía de 15,4 m y un régimen de planeo de 26;5:1. El Orlik 3 se propuso como modelo Monotipo para las Olimpiadas de Verano de 1940, pero en su lugar fue elegido el DFS Olympia Meise. Pese a todo, dichas Olimpiadas fueron canceladas con la llegada de la Segunda Guerra Mundial. El desarrollo de la serie se cortó con la muerte de Kocjan a manos de la Gestapo el 13 de agosto de 1944, como parte del Alzamiento de Varsovia del mismo año.
Los planeadores Orlik se construyeron con estructura de madera, el fuselaje recubierto de madera, y las alas y cola recubiertos de tela de aviación encerada. El control de la senda de planeo se realizaba a través de un poco usual par de frenos aéreos localizados en la parte inferior del ala, justo por detrás del borde de ataque, extendiéndose desde la raíz alar hasta el pliegue de gaviota.

## Historia operacional
Un Orlik 2 fue exhibido en la Feria Mundial de Nueva York de 1939. Tras la feria, fue comprado por un particular y luego fue confiscado por el Gobierno estadounidense y puesto en servicio como planeador de entrenamiento con la designación XTG-7. Tras el final de la Segunda Guerra Mundial, fue vendido como excedente y remozado por Clarence See. Luego fue comprado por Paul MacCready, que voló en él en los Nacionales estadounidenses de 1948 y 1949, ganando ambos certámenes. MacCready también usó el avión para establecer un récord mundial de altitud de 9000 m (29 528 pies) en 1948, volando en onda de montaña en Sierra Nevada. MacCready vendió más tarde el Orlik a George Lambros y fue volado por Lyle Maxey en los Nacionales estadounidenses de 1961. Luego fue comprado por Eldon M. Wilson, que modificó el avión con una rueda principal fija carenada con frenos y añadió una cubierta de burbuja. Wilson lo vendió más tarde a John Serafin, que pretendía conseguir su insignia de diamantes con el aparato. El avión fue completamente reconstruido y restaurado por Ray Parker. En julio de 2011, el avión pertenecía a Dale Busque de Andover, Connecticut, y todavía estaba registrado en la Administración Federal de Aviación (FAA) en la categoría Experimental - Exhibition/Racing (Experimental-Exhibición/Carreras).

## Variantes
Orlik 1 (Orlik I)
Diseño original de 1937, envergadura de 14,4 m.
Orlik 2 (Orlik II)
Desarrollo de 1938 con envergadura de 15,4 m. Un ejemplar fue designado XTG-7 al entrar de servicio con las Fuerzas Aéreas del Ejército de los Estados Unidos.
Orlik 3 (Orlik III)
Desarrollo para las Olimpiadas de Verano de 1940. El modelo elegido en su lugar para las Olimpiadas fue el DFS Olympia Meise.

## Operadores
Estados Unidos
- Fuerzas Aéreas del Ejército de los Estados Unidos

## Especificaciones (Orlik II)
Referencia datos: Sailplane Directory and Soaring

### Características generales
- Tripulación: Uno (piloto)
- Longitud: 6,3 m (20,6 ft)
- Envergadura: 15,4 m (50,5 ft)
- Superficie alar: 15,1 m² (162,5 ft²)
- Peso vacío: 160 kg (352,6 lb)
- Peso cargado: 254 kg (559,8 lb)
- Máximo régimen de planeo: 26,5:1 a 71 km/h
- Alargamiento: 14,7:1

### Rendimiento
- Carga alar: 16,8 kg/m² (3,4 lb/ft²)

## Aeronaves relacionadas

### Secuencias de designación
- Secuencia TG-_ (Planeadores de Entrenamiento del USAAC/USAAF, 1941-1948): ← TG-4 - TG-5 - TG-6 - TG-7 - TG-8 - TG-9 - TG-10 →